# Harlem
Harlem és un gran barri del nord de Manhattan, a Nova York, conegut des dels anys 20 com a centre residencial, cultural i econòmic afroamericà. Originalment era un poble neerlandès fundat el 1658 i anomenat així en honor de la ciutat de Haarlem dels Països Baixos. La història de Harlem ha estat definida com una sèrie d'altibaixos econòmics, amb significatius desplaçaments de població durant cada cicle.
Després de la Guerra Civil, els jueus i italians pobres formaven la població predominant de Harlem. Els residents afroamericans van començar a arribar en grans nombres l'any 1905 com una part de la Gran Migració. Durant anys 20 i 30, el centre i l'est de Harlem van ser el focus del Renaixement de Harlem, un corrent de treballs artístics sense precedent a la comunitat negra d'Amèrica. Igualment, amb les pèrdues de feina durant la Gran Depressió i la desindustrialització de Nova York després de la Segona Guerra Mundial, la taxa de crims i de pobresa va incrementar significativament. La població afroamericana de Harlem va arribar al capdamunt als anys 50. A la segona meitat del segle xx, Harlem va esdevenir un gran centre de l'economia afroamericana. L'any 2008, l'Oficina de Cens dels Estats Units va trobar que, per primera vegada des dels anys 30, menys de la meitat dels residents eren negres, ocupant només un 40% de la població.

## Límits
Encara que el nom és de vegades usat per a referir-se a tot el sector nord de l'illa de Manhattan, tradicionalment Harlem està limitat per:
- al nord, el carrer 155 (o els carrers 158 o 160 segons algunes fonts)
- a l'est, el riu Harlem
- al sud, el carrer 96 i Central Park
- a l'oest, la Cinquena Avinguda, Morningside Park, el carrer 125 oest i el riu Hudson

## Història
El primer assentament humà en el que avui es coneix com a Harlem va ser fet pels holandesos i va ser batejada el 1658 amb el nom de Nieuw Haarlem (Nova Haarlem), en honor de la ciutat holandesa de Haarlem. El 1664, els anglesos van prendre el control de la colònia holandesa i van batejar el poble com Harlem. El segle xix, Harlem va ser un lloc ple de granges com la de propietat de James Roosevelt a l'est de la Cinquena Avinguda, entre els carrers 110 i 125, que actualment és el centre de la zona hispana de Harlem, l'anomenat Spanish Harlem o Harlem espanyol. Els primers homes de raça negra a arribar a Harlem ho van fer a inicis del segle xx, i el 1919 el seu nombre s'havia quadruplicat. Els anys 20, Harlem va ser el centre del sorgiment d'una cultura negra coneguda com el Renaixement de Harlem, que va ser un temps de produccions artístiques com ara el jazz, la majoria dels espectacles del qual, irònicament, eren només per a gent blanca.